# European Sea Ports Organisation
De European Sea Port Organisation (ESPO), opgericht in 1993, is het representatief orgaan van de havenautoriteiten, de havenverenigingen en de havenadministraties van de havens van de lidstaten van de Europese Unie en Noorwegen. Het lidmaatschap omvat havens van niet-lidstaten van de Europese Unie die zijn toegelaten onder de status van waarnemer. Het hoofdkantoor van ESPO staat in Brussel en heeft een Algemene Vergadering, een dagelijks bestuur en acht speciale commissies. De ESPO vertegenwoordigt de belangen van de zeehavens van de Europese Unie. ESPO vertegenwoordigt meer dan 98 procent van de zeehavens van de Europese Unie en heeft een directe communicatie met 500 Europese havens.

## Ontstaan
De Europese Commissie creëerde de "Port Working Group" in 1974 met leden bestaande uit de afgevaardigden van de havenautoriteiten van de grootste havens van Europa. De Port Working Group bereikte zijn hoogtepunt in 1993 met de oprichting van de ESPO. ESPO fungeert als een onafhankelijke organisatie die zich bezig houdt met de belangen van de havenautoriteiten die lid zijn. Fernand Suykens, voormalig directeur-generaal van de haven van Antwerpen, werd de eerste voorzitter van ESPO. 

## Beheer
Het hoogste orgaan binnen de organisatie is de 'algemene vergadering' die uit drie leden van elke lidstaat bestaat. Het is verantwoordelijk voor het maken van een beleid op basis van de aanbevelingen van de technische comités en komt minimaal tweemaal per jaar samen. Het 'uitvoerend comité' bestaat uit een voorzitter, twee vice-voorzitters en twee leden van de algemene vergadering die zijn gekozen om te dienen in de commissie. Het uitvoerend comité is verantwoordelijk voor de contacten met de Europese Commissie en andere Europese instellingen. De technische commissies omvatten de commissie vervoer en toerisme, het mariene comité en de commissie milieubeheer.

## Milieu
In 2003 publiceerde de ESPO een milieu-gedragscode die moet zorgen voor een milieuvriendelijke handelswijze van de havenautoriteiten die lid zijn. De ontwikkelde milieu-gedragscode wordt gebruikt in combinatie met de "Ports milieu Review systeem" (PERS) om een beleid, beheer en prestatienormen te ontwikkelen die in overeenstemming zijn met de code. PERS werd ontwikkeld als onderdeel van het mandaat van het project ECOPORTS (door ESPO gemaakt).

## Conferenties
ESPO organiseert een jaarlijkse havenconferentie. De 12e jaarlijkse ESPO-conferentie was op 30 April 2015 en vond plaats in Athene in Griekenland. 